# Michele Angiolillo
Michele Angiolillo Lombardi (Foggia, 5 giugno 1871 – Vergara, 20 agosto 1897) è stato un anarchico italiano autore, l'8 agosto 1897, dell'assassinio del presidente del consiglio spagnolo Antonio Cánovas del Castillo nella stazione termale di Sant'Aguida.

## Biografia
Nel giugno 1896, a Barcellona, fu lanciata una bomba contro la processione del Corpus Domini. A seguito del fatto quattrocento rivoluzionari furono incarcerati nel Castell di Montjüic, dove molti morirono per le torture subite. Degli ottantasette portati in tribunale, otto furono condannati a morte e altri nove a lunghi periodi di detenzione.
Gli altri sessantuno imputati, sebbene assolti dal tribunale, furono egualmente deportati nella colonia africana del Río de Oro per ordine del governo Cánovas. L'8 agosto 1897 l'anarchico italiano Angiolillo, giunto da Londra con la precisa intenzione di vendicare gli orrori di Montjuïc, attenta alla vita del presidente del consiglio spagnolo Antonio Cánovas del Castillo, assassinandolo nella stazione termale di Sant'Aguida.

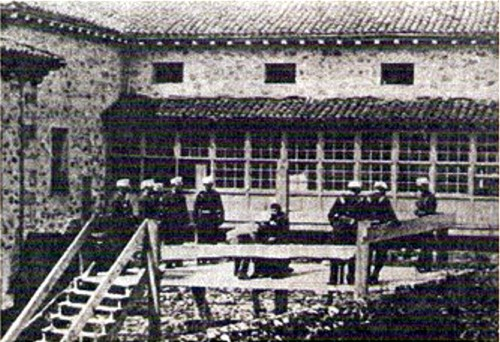
Esecuzione di Angiolillo.

L'attentatore dichiarò di aver ucciso il presidente, probabilmente per evitare che altri anarchici fossero ingiustamente accusati. Certi raccontarono che ebbe un brevissimo dialogo con la moglie dell'ucciso. Questa gli avrebbe gridato "Assassino! Assassino!" e, sempre secondo le stesse fonti, lui gli avrebbe risposto "Pardon, madame. Io rispetto te come signora, ma mi dispiace che tu sia moglie di quell'uomo".
Tuttavia ciò non è stato provato, come non sono mai stati provati i rapporti tra Angiolillo e la delegazione cubana di Parigi, guidata da Ramón Emeterio Betances. Secondo alcune fonti, infatti, Betances avrebbe dato 1.000 franchi affinché Angiolillo raggiungesse Santa Agueda e uccidesse il Primo Ministro spagnolo, in modo da accelerare il processo indipendentista di Cuba, in rivolta contro la Spagna sin dal febbraio 1895.
Angiolillo sarà processato da un tribunale militare e garrotato il 20 agosto. Poco prima di essere giustiziato, l'anarchico urlò: "Germinal!" (riferimento al romanzo di Émile Zola e al mese primaverile del calendario rivoluzionario francese, visto come la rinascita dei fermenti di ribellione); questo nome fu in seguito il nome di centinaia di giornali anarchici sparsi in tutto il mondo. Il suo corpo fu gettato in una fossa comune.